# Infitah

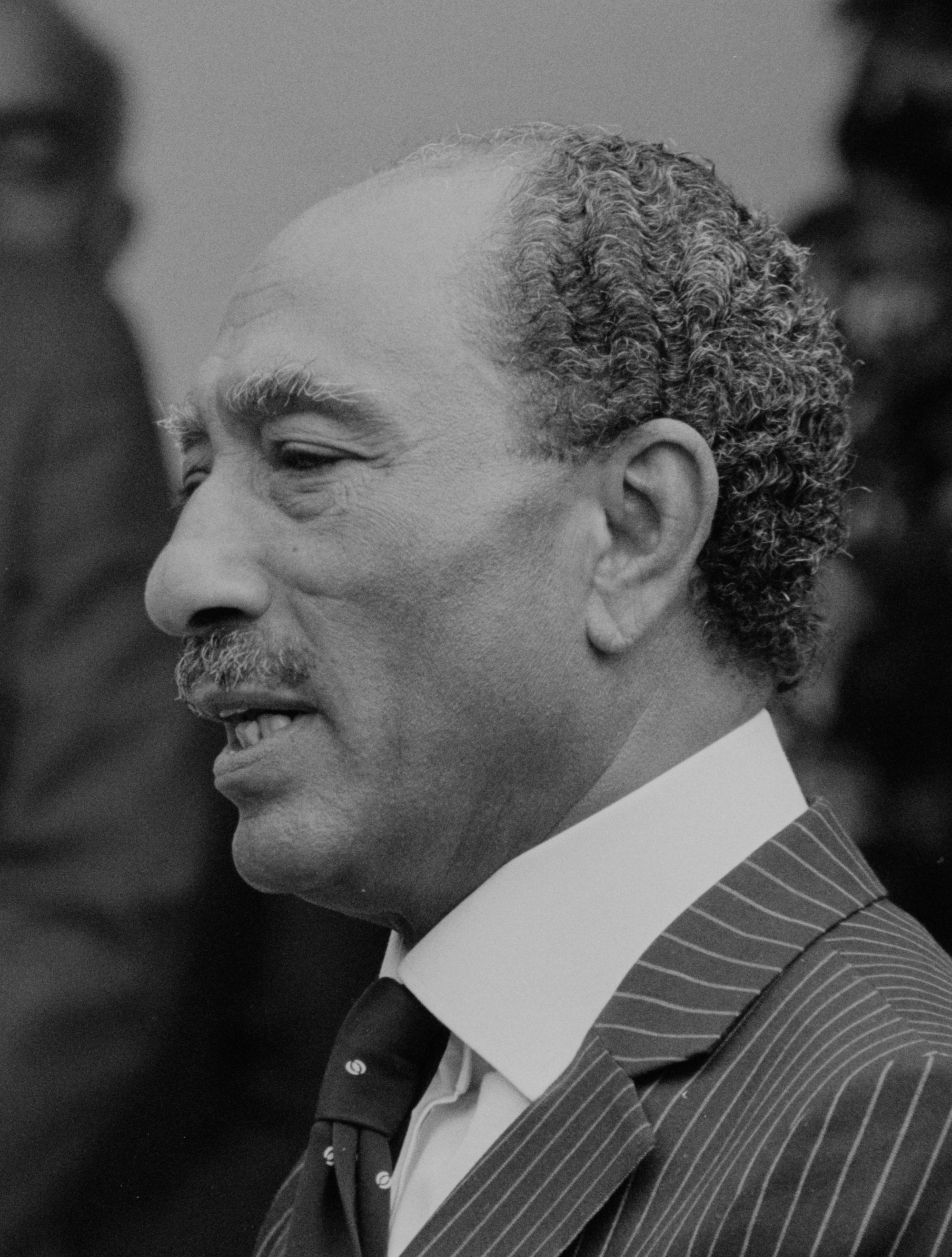
Président égyptien Anouar el-Sadate.

L’Infitah (L’ouverture en arabe) est le nom de la politique de libéralisation de l’économie égyptienne, basée sur la privatisation partielle du secteur économique public par le biais de l’ouverture de l’économie aux investissements privés (de provenance aussi bien locale qu’étrangère). L’Infitah fut conçue et mise en pratique sous la houlette du président Anouar el-Sadate au milieu des années 1970.   
Une classe de nouveaux riches se développe rapidement. En 1975, on compte plus de 500 millionnaires en Égypte mais plus de 40 % de la population vit sous le seuil de pauvreté et des bidonvilles se développent autour de la capitale. 
Par ailleurs, le pays accumule une dette monumentale durant les années de l'Infitah. Pour la restructurer, le FMI demande la suppression de toutes les subventions aux produits de base ce qui provoque des émeutes en janvier 1977. Le gouvernement fait intervenir l'armée, générant un nombre de victimes inconnu. Dans les campagnes, Sadate cherche à obtenir le soutien des élites rurales traditionnelles, dont l'influence avait décliné sous le nassérisme. Des paysans sont expulsés des terres contestées.

## Contexte et déroulement
Le gouvernement égyptien prit premièrement la décision d’abandonner son alliance de longue date avec l’Union soviétique au profit de celle avec les États-Unis. Le processus de normalisation des relations entre Israël et l’Égypte fut ensuite amorcé par leurs gouvernements respectifs à la suite de l’initiative de la Maison-Blanche. Sous Nasser, les adeptes de la concentration du pouvoir décisionnel dans les sphères politique, sociale et économique du pays dans les mains du président et de ses proches dominaient la scène politique égyptienne.  
Néanmoins, la voix d’une minorité critique envers l’orientation politico-économique adoptée par le gouvernement de Nasser parvint à se faire entendre à la fin des années 1960. La préoccupation majeure de cette minorité était l’affaiblissement de l’économie du pays, qui avait pour cause les deux facteurs suivants. 
Premièrement, l’étatisation croissante du secteur économique égyptien se traduisit par l’émergence de structures bureaucratiques complexes dont le fonctionnement se caractérisait par l’inefficacité et le gaspillage des ressources. 
Deuxièmement, les conflits armés récurrents  avec Israël détournèrent des ressources importantes pour permettre à l’Égypte de participer à la course à l’armement contre l’État  hébreu. La défaite de l’Égypte face à Israël à l’issue de la guerre du Kippour, en 1973, montra le mauvais état de l’économie égyptienne après des années d’application de politiques économiques d’inspiration socialiste. Convaincu de l’urgence de réorientation économico-politique du pays, Sadate lança une réforme axées sur trois idées directives : 
- libéralisation économique ;
- normalisation des relations avec Israël ;
- abandon de l’alliance avec l’URSS au profit de celle avec les États-Unis.

## Bilan
Le succès de la mise en place de l’Infitah fut compromis par deux facteurs principaux. D’un côté, les objectifs censés être atteints par ce programme s’avérèrent excessivement ambitieux. D’un autre côté, le lancement de l’Infitah par le gouvernement égyptien fut perçu comme l’abandon de la politique de la redistribution des richesses qui symbolisait la solidarité de la république avec les couches les plus démunies de sa population. 
Au lieu de la libéralisation économique équitable, le gouvernement lança un projet de privatisation  partielle du secteur économique public dont les principaux bénéficiaires furent les alliés politiques du parti au pouvoir. Par contre, les millions d’Égyptiens, qui grâce aux vastes programmes de développement social étaient parvenus à rejoindre le rang de classe moyenne sous Nasser, se trouvèrent relégués à des postes mal-rémunérés du secteur économique public anémié par la réforme. Les efforts balbutiants et truqués de privatisation, ne réussirent pas à empêcher l’expansion de la bureaucratie publique. La proportion de la population employée par l’État augmenta de 3,8% au zénith du nassérisme  à 10 % à l’essor de l’Infitah.
Au zénith du nassérisme - pourtant considéré comme l’âge d’or du socialisme, l’État employait 3 % de la population. Paradoxalement, à l’heure de gloire de l’Infitah cette proportion atteignait les 10 %. En dépit de la promotion des investissements étrangers privés, la participation de l’État égyptien aux capitaux d’investissement du pays demeura relativement stable à la hauteur de 72% entre le milieu des années 60 et la fin des années 70. 
Selon l’écrivain et économiste égyptien Tarek Osman : « ...l’Infitah pêcha par ambition excessive. Ses créateurs manquèrent de discernement pour identifier les complexités qui caractérisaient le paysage socio-économique égyptien. Ils sous-estimèrent les faiblesses d’apparat administratif et la force dominante d’apparat militaire. En conséquence, la classe moyenne manqua des compétences requises pour profiter des diverses occasions économiques qui surgirent. Pour un programme de développement de cette envergure on n’octroya que des délais trop courts pour qu’il eût la moindre opportunité de réussir » [réf. nécessaire].
En 1977, les politiques menées par le gouvernement dans le cadre de l’Infitah devinrent profondément impopulaires. La libéralisation des prix des denrées alimentaires de première nécessité fut accueillie par des révoltes massives.
Le 6 octobre 1981, Sadate est assassiné au cours d’une parade militaire au Caire. 